# Coelorinchus karrerae
Coelorinchus karrerae är en fiskart som beskrevs av Trunov, 1984. Coelorinchus karrerae ingår i släktet Coelorinchus och familjen skolästfiskar. Inga underarter finns listade i Catalogue of Life.